# Josep Nin i Tudó
Josep Nin i Tudó (El Vendrell, Baix Penedès, 20 d'agost de 1843 - Madrid, Espanya, març de 1908) fou un pintor català. Era germà de l'escriptor Joaquim Nin i Tudó.

## Biografia
Fou fill del militar Joaquim Nin i Güell (1817-1889), natural de Tarragona, i de Maria Anna Tudó i Sansalvador (1821-1886), de Móra la Nova. Estudià amb el pintor Carlos Luis Ribera i aconseguí ser pensionat per la Diputació de Barcelona per estudiar pintura a l'Academia San Fernando de Madrid. En la seva joventut no demostrà massa afició per l'art pictòric, ja que ingressà en el cos d'Administració militar; després, espontàniament el seu esperit evolucionà i abandonà aquesta carrera, dedicant-se a la pintura.
D'exaltada fantasia. Nin és original en les seves concepcions: aquesta originalitat el portà moltes vegades a cercar les seves inspiracions en la mort. Els retrats mortuoris d'homes cèlebres de la seva època donaren al nom d'aquest artista una ressonància lúgubre i sinistra. Tanmateix, també demostrà saber pintar la naturalesa viva: les seves últimes obres són notables per la intensitat de moviment que presta als seus personatges.

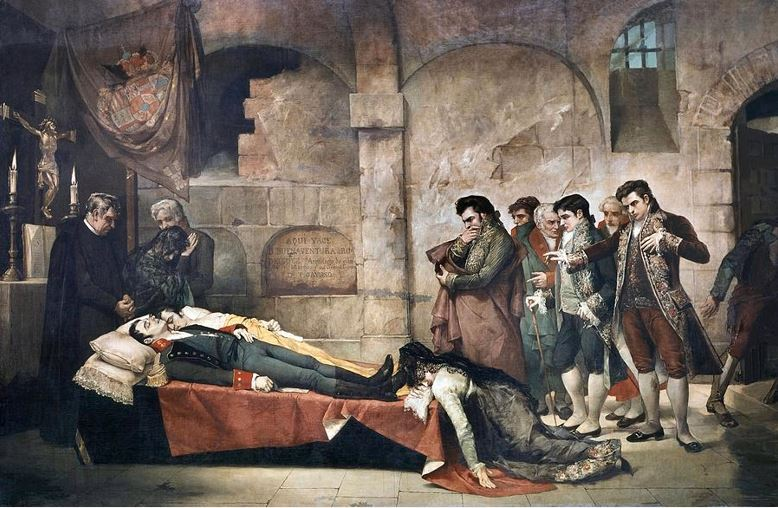
"Cadáveres de Daoíz y Velarde" (1876), de Josep Nin i Tudó. Museu Municipal de Madrid

De les més importants cal citar: Jesucrist en el moment de treure-li la corona d'espines i Jesús crucificat, còpia d'un llenç de Diego Velázquez; una còpia del Sant Bartomeu de Ribera, que es troba en la col·lecció Masriera de Reus; Dos estudis, Episodi d'un combat i La mort d'Abel, llenç de grans dimensions premiat amb menció honorifica i adquirit pel govern (Exposició Nacional de 1866).
Les pintures murals de la part alta del Café de Madrid (antigament de l'Iris). El comiat, Els dos amics, Independència espanyola (Goya contemplant una noia que plora davant el cadàver del seu pare, entre el de molts altres herois) i el Retrat del general Prim (Museo de la Ciudad, L'Havana) pel qual assolí una medalla de tercera classe (Exposició Nacional de 1871): Retrat d'una senyora, Estudi del natural i Els herois de la Independència (els cadàvers de Daoiz i Velarde en les voltes de l'església de San Martin), llenç que li'n valgué una medalla de segona classe i fou adquirit per l'Ajuntament de Madrid (Exposició Nacional de 1876); Retrat de l'escriptor Pedro Avial i Tarracena mort, L'enterrament d'Ofelia pel que també guanyà la medalla de segona classe i figurà a més, en el concurs nacional de París del mateix any (Exposició Nacional de 1878). En la de 1881 presentà: Crist jacent, Un estudi, La primavera, L'estiu i La papallona.
A ell se li deuen diverses pintures en el Palau Anglada (avui marquès de Larios) a Madrid. A més manegava la ploma amb elegància i destresa.
A Catalunya es poden trobar obres seves exposades en diferents institucions públiques, entre elles la Biblioteca Museu Víctor Balaguer de Vilanova i la Geltrú.

Va morir a Madrid, afectat d'una paràlisi. La seva filla, Mariana Nin, també va ser pintora. 

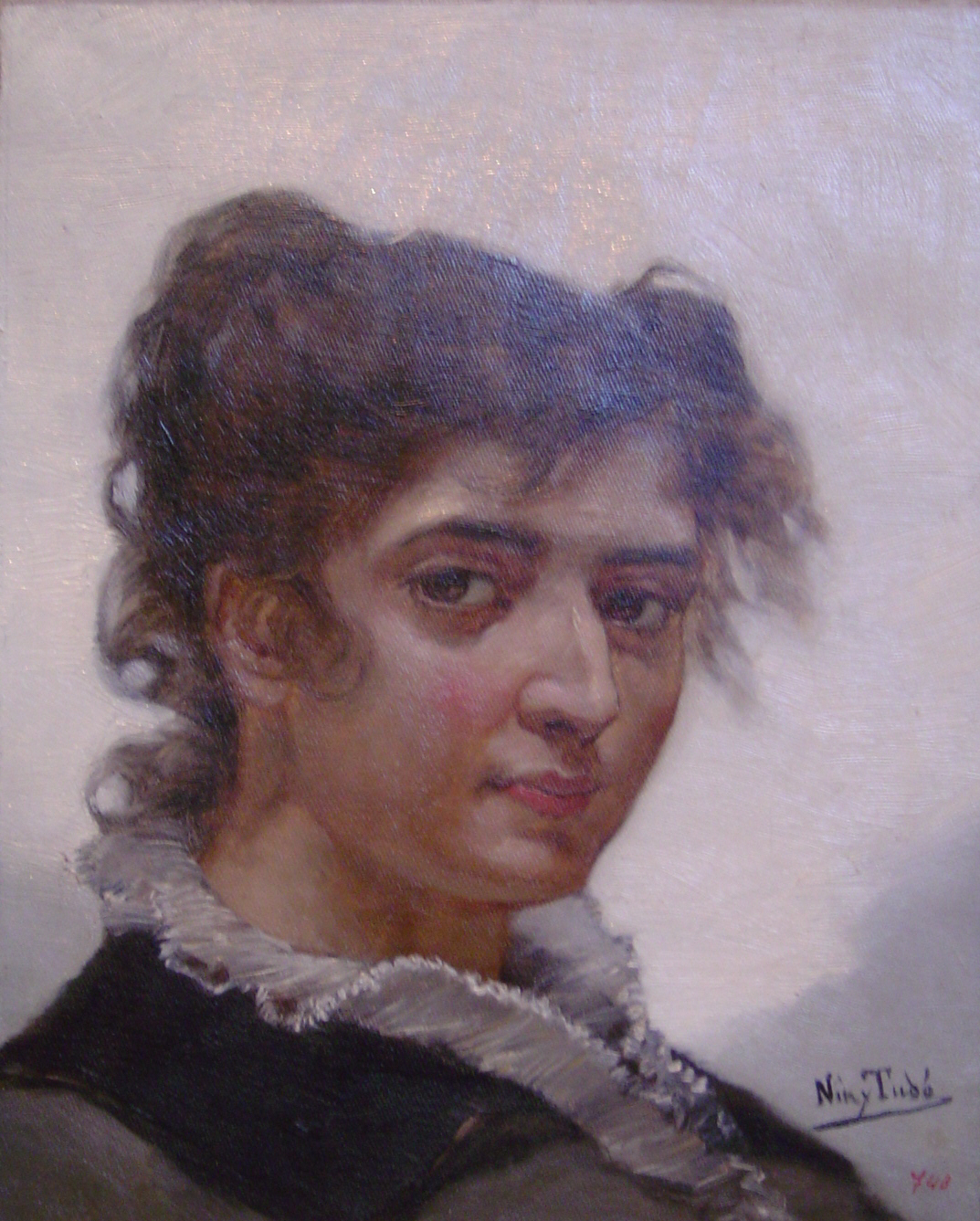
Retrat de perfil d'una dona amb el cabell recollit, vestit fosc amb el coll de puntes blanc i les solapes negres, sobre fons blanc-gris (el gris, prop del vestit). Obra conservada a la Biblioteca Museu Víctor Balaguer (Vilanova i la Geltrú)